# آلن ریکمن
آلن سیدنی پاتریک ریکمن (به انگلیسی: Alan Sidney Patrick Rickman) (۲۱ فوریهٔ ۱۹۴۶ – ۱۴ ژانویهٔ ۲۰۱۶) بازیگر اهل انگلستان بود. وی برندهٔ جایزه امی، گلدن گلوب، انجمن فیلم انگلستان، بهترین بازیگر تلویزیونی و بهترین بازیگر روی صحنه تئاتر شده بود. هم‌چنین او در مجموعه فیلم‌های هری پاتر در نقش سوروس اسنیپ به ایفای نقش پرداخت. وی در ۱۴ ژانویهٔ ۲۰۱۶ به دلیل سرطان لوزالمعده درگذشت.

## کارگردانی
ریکمن در سال ۱۹۹۵ در «تئاتر آلمیدا» ی لندن نمایش «مهمان زمستان» را کارگردانی کرد. وی در سال ۱۹۹۶ نسخه سینمایی این کار را با بازی اما تامسون و مادر واقعی او، فیلدا لاو ساخت. این نسخه سینمایی نامزد جایزه شیر طلایی جشنواره فیلم ونیز بود اما برنده جایزه نشد.
وی در سال ۲۰۰۵ نمایش نام من ریچل کوری است را نویسندگی و کارگردانی کرد. پس از آن در سال ۲۰۱۴ فیلم یک هرج و مرج کوچک با بازی کیت وینسلت کارگردانی کرد.

## درگذشت
آلن در اوت ۲۰۱۵، دچار یک سکته کوچک شد، که منجر به تشخیص سرطان پانکراس گشت. ریکمن پنجشنبه ۱۴ ژانویه ۲۰۱۶ در سن ۶۹ سالگی درگذشت.

## در رسانه‌ها
سایت بی‌بی‌سی در پژوهشی برای انتخاب بهترین صدای هالیوود با عنوان راز یک صدای کامل، از صدای ریکمن به عنوان یکی از بهترین صداها یاد کرد.

## فیلم‌شناسی
| سال  | فیلم                               | نقش                           | توضیحات |
| ---- | ---------------------------------- | ----------------------------- | --- |
| ۱۹۷۸ | رومئو و ژولیت                      | تیبالت                        | BBC Television Shakespeare |
| ۱۹۸۲ | برجهای بارچستر                     | آقای اسلوپ                    | |
| ۱۹۸۸ | جان‌سخت                             | هانس گرابر                    | |
| ۱۹۸۹ | مرد ژانویه                         | ادِ نقاش                       | |
| ۱۹۹۰ | کویگلی در استرالیا                 | الیوت مارستون                 | |
| ۱۹۹۱ | حقیقتاً، دیوانه‌وار، عمیقاً           | جیمی                          | نامزد جایزهٔ بفتا |
| ۱۹۹۱ | رابین هود: شاهزاده دزدان           | داروغهٔ ناتینگهام              | برندهٔ جایزهٔ بفتا |
| ۱۹۹۱ | چشمانم را ببند                     | سینکلِیر برایانت               | |
| ۱۹۹۱ | سرزمین دخمه                        | بازجو                         | |
| ۱۹۹۲ | باب رابرتز                         | لوکاس هارت سوم                | |
| ۱۹۹۴ | مسمر                               | فرانتس مسمر                   | |
| ۱۹۹۵ | یک ماجراجویی کاملاً بزرگ            | پ.ل. اوهارا                   | |
| ۱۹۹۵ | عقل و احساس                        | کلنل براندون                  | نامزد جایزهٔ بافتا |
| ۱۹۹۶ | راسپوتین: بندهٔ تاریک سرنوشت        | گریگوری راسپوتین              | برندهٔ جایزهٔ امی |
| ۱۹۹۶ | مایکل کولین                        | ایمون دی والرا                | نامزد جایزهٔ بافتا |
| ۱۹۹۷ | مهمان زمستان                       | مردی در خیابان                | کارگردان (اکران نشد) |
| ۱۹۹۸ | بوسهٔ یهودا                         | کارآگاه دیوید فرایدمن         | |
| ۱۹۹۸ | بندر تاریک                         | دیوید وینبرگ                  | |
| ۱۹۹۹ | جزم‌اندیشی                          | یک فرشته                      | |
| ۱۹۹۹ | ماجراجویی کهکشانی                  | آلکساندر دِین - دکتر لازاریوس  | |
| ۲۰۰۰ | کمک! من یک ماهی هستم!              | جو                            | دوبلر |
| ۲۰۰۱ | نمایش                              | ام                            | |
| ۲۰۰۱ | مو خشک‌کن                           | فیل آلن                       | |
| ۲۰۰۱ | در جستجوی جان گیسینگ               | جان گیسینگ                    | |
| ۲۰۰۱ | هری پاتر و سنگ جادو                | پروفسور سوروس اسنیپ           | |
| ۲۰۰۲ | هری پاتر و تالار اسرار             | پروفسور سوروس اسنیپ           | |
| ۲۰۰۲ | پادشاه تپه                         | فیلیپ شاه                     | |
| ۲۰۰۳ | در واقع عشق                        | هری                           | |
| ۲۰۰۴ | چیزی که خداوند ساخت                | دکتر آلفرد بلالوک             | برندهٔ گلدن گلوب - نامزد جایزهٔ امی |
| ۲۰۰۴ | هری پاتر و زندانی آزکابان          | پروفسور سوروس اسنیپ           | |
| ۲۰۰۵ | راهنمای مسافران مجانی کهکشان       | ماروین                        | |
| ۲۰۰۵ | هری پاتر و جام آتش                 | پروفسور سوروس اسنیپ           | |
| ۲۰۰۶ | عطر: قصه یک آدمکش                  | آنتوین ریشیس                  | |
| ۲۰۰۶ | کیک برفی                           | آلکس هیوز                     | |
| ۲۰۰۷ | پسر نوبل                           | الی میشلسون، برندهٔ جایزهٔ نوبل | |
| ۲۰۰۷ | هری پاتر و محفل ققنوس              | پروفسور سوروس اسنیپ           | |
| ۲۰۰۷ | آرایشگر شیطانی خیابان فلیت         | قاضی تارپین                   | |
| ۲۰۰۸ | شوک بطری                           | استیون اسپاریر                | برنده جایزهٔ The Golden Space Needle برای بهترین بازیگر |
| ۲۰۰۸ | ما برای کمک اینجا بودیم            | فنچرچ                         | |
| ۲۰۰۹ | هری پاتر و شاهزاده دورگه           | پروفسور سوروس اسنیپ           | برنده جایزهٔ جیمز جویس انجمن ادب و تاریخ دانشگاه دوبلین قبل از اکران فیلم برنده جایزهٔ اسکریم از the TV Spike برای بهترین اثر نامزد بهترین بازیگر نقش مکمل جایزهٔ بافتا |
| ۲۰۱۰ | آلیس در سرزمین عجایب               | هزارپای آبی (ابسولم)          | دوبلر |
| ۲۰۱۰ | هری پاتر و یادگاران مرگ - قسمت اول | پروفسور سوروس اسنیپ           | |
| ۲۰۱۰ | شیرین‌ترین رؤیا                     | نوئل اودل                     | |
| ۲۰۱۰ | The Villa Golitsyn                 | ویلی                          | |
| ۲۰۱۱ | هری پاتر و یادگاران مرگ - قسمت دوم | پوفسور سورس اسنیپ             | |
| ۲۰۱۱ | پسر در حباب                        | صداپیشه                       | فیلم کوتاه پویانمایی |
| ۲۰۱۱ | Back at the Barnyard               | General Alien                 | Episode: "Aliens" |
| ۲۰۱۲ | گامبیت                             | Lord Shahbandar               | |
| ۲۰۱۳ | پسرخدمتکار                         | رونالد ریگان                  | |
| ۲۰۱۳ | یک قول                             | Karl Hoffmeister              | |
| ۲۰۱۳ | سی‌بی‌جی‌بی                           | Hilly Kristal                 | |
| ۲۰۱۳ | Dust                               | تاد                           | |
| ۲۰۱۵ | هرج‌ومرج کوچک                       | لوئی چهاردهم                  | کارگردان و یکی از نویسندگان |
| ۲۰۱۵ | نگاه آسمانی                        | سپهبد فرانک بنسون             | |
| ۲۰۱۶ | آلیس آنسوی آینه                    | ابسولم هزارپا (صدا)           | پس از مرگ وی منتشر شد |

## جوایز و افتخارات

### جوایز فیلم بفتا
| سال  | اثر نامزدشده             | دسته                       | نتیجه    | منبع  |
| ---- | ------------------------ | -------------------------- | -------- | ----- |
| ۱۹۹۲ | حقیقتاً، دیوانه‌وار، عمیقاً | بهترین بازیگر نقش اول مرد  | نامزدشده | [ ۷ ] |
| ۱۹۹۲ | رابین هود: شاهزاده دزدان | بهترین بازیگر نقش مکمل مرد | برنده    | [ ۸ ] |
| ۱۹۹۶ | عقل و احساس              | بهترین بازیگر نقش مکمل مرد | نامزدشده |       |
| ۱۹۹۷ | مایکل کولینز             | بهترین بازیگر نقش مکمل مرد | نامزدشده |       |